# Didier Ilunga-Mbenga
Didier Ilunga-Mbenga, D. J. Mbenga (ur. 30 grudnia 1980 w Demokratycznej Republice Konga) – koszykarz belgijski, pochodzący z Konga, występujący na pozycji środkowego, reprezentant kraju. 
Od 2004 do 2011 grał w lidze NBA, do 2007 w Dallas Mavericks, następnie w Golden State Warriors (2007-2008), potem w Los Angeles Lakers (2008-2010), z którym to klubem zdobył w 2009 i 2010 tytuły mistrza NBA. Ostatni raz zagrał na parkietach NBA w sezonie 2010-2011, w barwach New Orleans Hornets.
Przed sezonem 2012/13 podpisał niegwarantowany kontrakt z Dallas Mavericks. 2 października 2012 ta umowa została rozwiązana. 16 października 2012 Mbenga został aresztowany za złe zachowanie w stosunku do policjantów.
Przez lata występował w rozgrywkach letniej ligi NBA. Reprezentował Dallas Mavericks (2004–2006), Milwaukee Bucks (2012).
Gra na pozycji centra. Wzrost - 213 cm. Posiada czarny pas w judo, porozumiewa się w 5 językach: dwa dialekty z Kongo, francuskim, portugalskim i angielskim.

## Osiągnięcia
Na podstawie, o ile nie zaznaczono inaczej.
Drużynowe
- Mistrz:
  -  NBA (2009, 2010)
  - Belgii (2004)

Reprezentacja
- Uczestnik:
  - mistrzostw Europy (2011 – 21. miejsce)
  - kwalifikacji do Eurobasketu (2005, 2007, 2009)